# Општина Мадараш (Бихор)
Мадараш (рум. Mădăraş) општина је у Румунији у округу Бихор.
Oпштина се налази на надморској висини од 93 m.